# Идс, Джеймс Бьюкенен
Джеймс Бьюкенен Идс (англ. James Buchanen Eads, 23 мая 1820, Лоренсбург — 8 марта 1887, Нассау) — американский инженер-строитель и изобретатель, держатель более 50 патентов.:118 Наиболее известное сооружение — стальной мост через Миссисипи в городе Сент-Луис, построенный в 1874 году.

## Биография
Джеймс Бьюкенен Идс родился в Лоренсбурге (штат Индиана); назван в честь кузена своей матери, Джеймса Бьюкенена — конгрессмена из Пенсильвании, ставшего позже 15-м президентом США. В молодости Джеймс Идс не получил надлежащего образования, поскольку коммерческие начинания его отца бросали семью то в Цинциннати (Огайо), то в Луисвилл (Кентукки) и, наконец, в Сент-Луис. Джеймс просвещался в библиотеке своего первого работодателя, торговца текстилем.
В 18 лет получил работу эконома в речном флоте на Миссисипи, и через некоторое время ему пришла идея заняться подъёмом со дна реки пароходов, которые довольно часто тонули. Когда Идсу было 22 года, он изобрёл устройство, которое назвал субмариной; на самом деле это была лодка, с которой он мог погружаться в водолазном колоколе и ходить по дну, доставая ценные вещи, чем заработал начальный капитал. Командуя такими лодками, Джеймс Идс заработал прозвище «капитан Идс», оставшееся с ним на всю жизнь.:12
После начала Гражданской войны в США в 1861 году Идс был приглашён в Вашингтон Эдвардом Бейтсом для консультации по защите реки Миссисипи:25, а затем участвовал в постройке броненосцев типа «Сити» для ВМС США, которые использовались на западных реках США.
В 1867 году Идс выиграл конкурс на строительство железнодорожного моста через Миссисипи в городе Сент-Луисе. Мост, который стал первым в мире крупным мостом из стали и самым длинным арочным мостом, был завершён в 1874 году. Идсом впервые была применёна консольная конструкция, которая не мешала проходу водного транспорта, а также впервые были использованы кессоны для установки опор. Английские инженеры Джон Фаулер и Бенджамин Бэйкер при строительстве в 1882—1890 гг. моста через Фёрт-оф-Форт воспользовались наработанными Идсом методиками.
Ещё один крупный проект, который реализовал Джеймс Идс, заключался в обеспечении круглогодичной навигации от Нового Орлеана до Мексиканского залива с помощью струенаправляющих дамб. Система суживающих русло реки конструкций, которая не давала речным наносам заиливать русло, была установлена в 1876 году, а канал был прочищен в феврале 1877 года.
Идсом также был разработан план гигантской железной дороги через перешеек Теуантепек, которая бы перевозила океанские суда из Мексиканского залива в Тихий океан, которая никогда не была построена.
Умер Джеймс Идс в возрасте 66 лет в Насау. Похоронен на кладбище Бельфонтан в Сент-Луисе. В его честь назван Порт-Идс в Луизиане.